# Соловьёв, Владимир Алексеевич (футболист)
Владимир Алексеевич Соловьёв (18 ноября 1950, Чистополь, Татарская АССР — 16 августа 2024, Пермь) — советский футболист, российский футбольный судья и тренер.

## Биография
Начинал игровую карьеру в 1970 году в любительском клубе «Буровик» (г. Альметьевск). В 1971 году перешёл в «Крылья Советов», но за основную команду не играл. В том же году Соловьёв был призван в армию. Проходя армейскую службу, выступал за клуб второй лиги СССР СКА Чита, где играл на позиции нападающего и в сезоне 1972 забил 13 мячей. Незадолго до окончания службы принял приглашение Германа Феоктистова и перешёл в пермскую «Звезду», где провёл всю оставшуюся карьеру. В составе «Звезды» отыграл шесть сезонов в первой лиге и два сезона во второй. Был победителем второй лиги в сезоне 1978.
В 1990-е годы занялся судейством, обслуживал матчи второй и третьей лиги ПФЛ в качестве ассистента. В роли главного арбитра на профессиональном уровне не судил. В 1997 году, после завершения судейской карьеры, вошёл в тренерский штаб пермского «Амкара». С 2007 года был администратором клуба. После расформирования «Амкара» и возрождения «Звезды», продолжил работать администратором в клубе «Звезда» до 2022 года.
Увлекался разведением голубей. Его голубятня располагалась на крыше западной трибуны стадиона «Звезда».
Скончался 16 августа 2024 года в Перми на 74-м году жизни.

## Достижения
«Звезда» Пермь
- Победитель второй лиги СССР (4 зона): 1978